# Геронтократия
Геронтокра́тия (от др.-греч. γέρων [geron] род.п. γέροντος «старик» + κράτος [kratos] «власть; государство; могущество») — принцип управления, при котором власть принадлежит старейшим. Применительно к современному обществу геронтократией называется узурпация политического влияния людьми старшего поколения.

## История
Термин введён в начале XX века этнографом У. Риверсом. По его теории, геронтократия была свойственна аборигенам Австралии и некоторым народам Океании и Кавказа. Однако, по современным представлениям, особое положение старейшин в первобытном обществе является лишь одним из элементов организации верховной власти племён.

### Периодархаики
В древнейшие времена вопросов о положении в обществе пожилых людей не возникало, так как из-за примитивности жизни человек просто не доживал до преклонных лет. Если же кто-то и достигал нетрудоспособного возраста, то его скорее всего убивали, потому что племени было невыгодно содержать неэффективного члена. Однако, с развитием технологий картина резко меняется. Молодые люди получают возможность содержать своих престарелых родственников, число последних растёт, но всё, что они могут делать, это делиться своим опытом и воспитывать детей. Таким образом, в общине появляется институт старейшин — людей, которые делятся своей мудростью. Кроме того, старейшины часто также являются и жрецами, то есть образ старого человека приобретает культовую окраску. В последующем жрецы зачастую становятся и вождями племён, что приводит к укреплению геронтократии. Наряду с политическим уровнем, в каждой отдельной семье старший мужчина становится привилегированным членом, наставляющим молодых и уважаемым всеми членами семьи. Таким образом, в целом старые люди постепенно становятся особой группой в обществе, и к периоду ранней Античности, в том числе и в Древней Греции, фактически устанавливается геронтократический режим правления во всех её полисах.

### Геронтократия в Спарте
Во всей Древней Греции имел место особый культ старости. Пожилые люди не становились изгоями общества, а напротив, считались более мудрыми, были более привилегированы, чем юное поколение. Особенно в этом отличилась Спарта. Ксенофонт отмечал, что старики почитались в Спарте гораздо больше, чем молодые люди. Тотальное уважение к почтенному возрасту внушалось спартанцам с детства, стало частью спартанского менталитета. Обязательности уважения к старшим даже была закреплена в одном из самых ранних законов Спарты — Большой ретре, герусия (совет старейшин) была объявлена важнейшим политическим институтом. В период всего архаического периода герусия обладала сильнейшей политической властью, была способна влиять на царей и эфоров. Многие древнегреческие философы и поэты в своих трудах прославляли старость и внушали юношам уважение к ней. Так, Плутарх утверждал, что введение института герусии было важнейшим шагом в законодательной деятельности Ликурга, которому приписывается создание основ спартанского строя. Кроме Плутарха, хвалили спартанцев за уважение к старости Геродот и Цицерон. Последний в своём трактате «О старости» даже привёл известный в то время анекдот, в котором говорилось о том, что пожилому афинянину, пришедшему в театр, уступили место не его сограждане, а спартанцы. Кроме того, Платон в своих трудах, посвящённых политике, например в «Законах» и «Государстве» неоднократно подчёркивает необходимость уважения к старшим и утверждает, что только старый человек может быть идеальным правителем. Он считает, что молодые люди не должны управлять государством, так как не обладают достаточной мудростью и, кроме того, слишком импульсивны из-за своего юного возраста. Поэтому они должны проходить длительное обучение для получения государственной должности, и в его идеальном государстве люди становятся пригодны к службе в органах власти уже в преклонном возрасте из-за, в том числе, долгого обучения. При описании своего идеального государства Платон почерпнул идеи из опыта Спарты, в которой назначению на государственные должности предшествовала примерно такая же подготовка.
В Спарте обладание политической властью было непосредственно связано с почтенным возрастом. Это приводило к тому, что общественный статус человека фактически напрямую зависел от его возраста. Например, только по достижении определённого количества лет спартанец мог быть избран в герусию, которая отчасти именно из-за возраста своих участников имела такой большой вес в политике.

### Древний Рим
Социальное положение стариков в Древнем Риме не сильно отличалось от их положения в Древней Греции. В Риме пожилые люди также пользовались особым уважением, занимали привилегированное место в социальной иерархии. Также, как и в Древней Греции, основой древнеримского общества была семья, во главе которой стоял пожилой отец, в собственности которого находилось всё семейное имущество и который возглавлял впоследствии семейный культ предков. Все члены правительственных органов в Риме были в преклонном возрасте. Римский сенат, члены которого постепенно стали обладать неограниченной властью, был не чем иным как тем же советом старейшин, и само это название также происходит от латинского «старик».

### Геронтократия в средневековой Европе
В эпоху Средневековья пожилые люди уже не занимали такое исключительное положение как в Спарте, однако всё равно пользовались достаточным количеством уважения и привилегий. До XIII в. в Европе господствовало Римское право и сохранялись античные правовые традиции. А это значит, что именно глава семейства был самым социально значимым человеком. Чаще всего это был мужчина преклонных лет. И даже когда он уже был не способен выполнять обязанности главы семейства, хоть его имущественные права и переходили к, опять же, самому старшему сыну, однако семья всё равно была обязана ухаживать за стариком и содержать его. Такое привилегированное положение стариков было связано, во-первых, с многочисленностью средневековых семей, которые были способны обеспечить пожилого родственника, то есть он не являлся для них обузой. Во-вторых, до изобретения книгопечатания старики были единственными трансляторами обычаев и древних порядков, были связующим звеном между поколениями и единственными носителями мудрости предков. Но, начиная со второй половины XIV века геронтократия в Европе стала сходить на «нет» и на смену ей начал приходить культ молодости.

### Геронтократия в СССР
На протяжении существования Советского Союза возраст людей, состоявших в органах власти, постепенно увеличивался. Если при Сталине средний возраст членов Политбюро был около 50 лет, то при Брежневе он достиг отметки более 70. Такая склонность советского режима к геронтократии была обусловлена тем, что люди, находившиеся у власти, были назначены на свои должности ещё Сталиным, сохраняли свои позиции уже около сорока лет и не собирались уходить в отставку, из-за чего, по сути, не пускали молодых политиков к аппарату политической власти. Геронтократия так укрепилась в СССР по причине того, что старость ассоциируется у многих со стабильностью. Не случайно брежневскую эпоху называют «застоем». Сложившийся строй удовлетворял членов Политбюро, поэтому они не давали возможности молодым политикам вступать в органы государственной власти.

### Геронтократия в России
Многие журналисты указывают на наличие геронтократии в России. По их мнению российская геронтократия приводит к неверным политическим решениям.  На начало 2022 года средний возраст в Совете безопасности составлял 62 года, в администрации президента — 58 лет, а в Совете Федерации — 57 лет.

### Геронтократия в США
Период президентства Дональда Трампа (c 2017 и с 2025 года) и Джо Байдена  (с 2021 года) часто определяется как геронтократия в США.
Трамп, принимавший присягу в 2017 году в возрасте 70 лет, стал самым старым инаугурируемым президентом в истории США. Байден, проходивший инаугурацию в 2021 году в возрасте 78 лет, установил новый рекорд, заодно став самым пожилым человеком на этом посту. Трамп вновь побил рекорд в 2025 году.
Нэнси Пелоси, спикер Палаты представителей США в 2022 году, и Митч Макконнелл, лидер республиканского большинства в Сенате США в 2018 году, стали самыми пожилыми людьми (82 и 76 лет соответственно), занимавшими эти посты, в истории США. На начало 2024 года 82-летний Макконнел по-прежнему возглавлял республиканскую часть Сената.
На начало 2023 года средний возраст в Палате представителей США составлял 57 лет, в Сенате США — 64 года, в Кабинете президента США — 61 год. При этом медианный возраст населения США составляет 38,8 лет.
Американские журналисты считают, что ситуация в США, когда власть является самой пожилой в истории страны, когда отрыв возраста власти от возраста населения страны велик и постоянно растёт, когда молодые чиновники блокируются цепляющимися за власть пожилыми — есть буквальное воплощение геронтократии в её словарном определении.

## Геронтократия в литературе
Во многих литературных памятниках Древней Греции можно найти подтверждение геронтократического мировоззрения людей, в том числе философов и поэтов того времени. Так, в мифологии Древней Греции главный бог, Зевс, является олицетворением пожилого отца в древнегреческой семье. Он является символом силы, стабильности и основы государственности для древних греков. Кроме того, один из персонажей гомеровской Илиады, Нестор, который наставляет Ахилла и Агамемнона, делится с ними своей мудростью, является именно старцем.